# Epiplatymetra
Epiplatymetra is een geslacht van vlinders van de familie spanners (Geometridae), uit de onderfamilie Ennominae.

## Soorten
- E. allidaria Schaus, 1901
- E. coloradaria Grote, 1867
- E. grotearia Packard, 1876
- E. lentifluata Barnes & McDunnough, 1916